# Peter Heppner
Peter Heppner (Hamburg , 7 september 1967) is een Duits zanger, bekend als oprichter van de synthpop en darkwavegroep Wolfsheim uit de jaren tachtig. Zijn stijl valt binnen zowel synthpop als electronic dance. 

## Carrière

### Wolfsheim

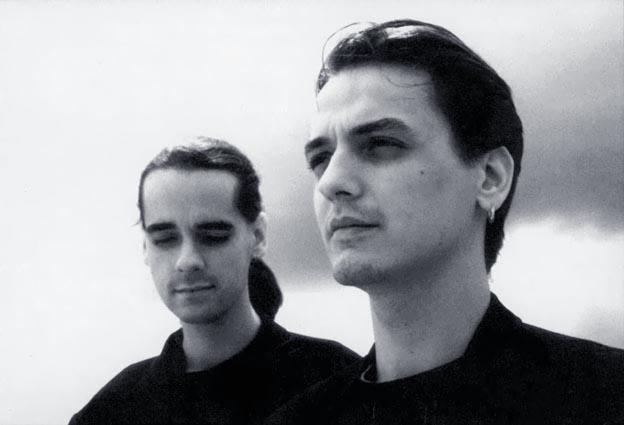
Heppner (rechts) en Markus Reinhardt als Wolfsheim, 1992

Heppner en songwriter en producent Markus Reinhardt richtten samen de weemoedig en nogal duister aandoende synthpopgroep Wolfsheim op, in 1987. Heppner staat bekend om zijn diepgaande, doordachte songteksten en kenmerkende bevende stemgeluid en charismatische uitstraling.
Begin jaren negentig kreeg Heppner voor het eerst een zekere erkenning met Wolfsheim, met de release van het nummer The Sparrows and the Nightingales, uitgebracht als single in 1991. Het nummer verschijnt op het debuutalbum van Wolfsheim, No Happy View (1992), en werd met name grijs gedraaid in vele gothic-clubs. 
Nummers waarmee Heppner en Reinhardt in de laatste jaren van hun periode als Wolfsheim scoorden, waren Kein Zurück en Find You're Gone van het album Casting Shadows (2003), maar ook andere integere nummers als Künstliche Welten en Once in a Lifetime van het album Spectators (1999) werden populair.

### Solowerk
In 1998 nam Heppner een duet op met Joachim Witt, getiteld (Wann Kommt) Die Flut (Wanneer komt de vloed), wat zijn eerste voorname solowerk was naast zijn werk als zanger van het project Wolfsheim.
Heppner nam in 2002 de single Dream of you op met de elektronische formatie Schiller. Dit nummer won de ECHO-muziekprijs in 2002 voor beste dance-single van het jaar. Heppner bleef met Markus Reinhardt optreden tot de zomer van 2005. Wolfsheims laatste single Blind en EP Find You're Here werden uitgebracht in 2004 en 2003 respectievelijk en scoorden goed. De laatste EP bevat de verwante nummers Find You're Here en Find You're Gone die in elkaar overgaan en live-versies van Künstliche Welten en Kein Zurück. De eerste twee vertellen in feite het verhaal van man en vrouw met relationele problemen (hij vermoedt dat zij ontrouw is) wier nieuwe huis wordt ingericht (Find You're Here), maar dan krijgen ze ruzie en beëindigt hij (Heppner) de relatie en blijft achter met zijn beste vriend (Reinhardt) die aan zijn zijde blijft staan (Find You're Gone). 
Heppner bouwde toen al geruime tijd zijn solocarrière uit. Heppners eerste soloalbum kreeg letterlijk de naam Solo en werd uitgebracht op 12 september 2008 via Warner Music. 
In 2010 werkte Heppner samen met zangeres Nena. Zo zag een herwerking van Nenas nummer Haus der drei Sonnen uit 1985 het levenslicht. Heppner loste in 2012 zijn tweede studioalbum: My Heart of Stone.
Op 8 februari 2014 gaf Heppner in Dresden een gastoptreden als zanger tijdens de tournee ter gelegenheid van de dertigste verjaardag van Camouflage (bekend van het nummer The Great Commandment), naar muziekstroming een gelijksoortige band als Wolfsheim.